# Mourad Kusserow
Mourad Kusserow (* 7. Mai 1939 in Berlin-Wilmersdorf als Ulrich Kusserow; † Mai 2019) war ein deutscher Journalist und Autor, der sich von 1960 bis 1962 als Angehöriger der Algerischen Nationalen Befreiungsfront (FLN) und deren militärischem Arm, der Algerischen Nationalen Befreiungsarmee (ALN) in Marokko aufhielt. Er war Mitarbeiter von Si Mustapha-Müller beim Rückführungsdienst für Fremdenlegionäre. Nach seiner Rückkehr aus Nordafrika arbeitete er von September 1965 bis zum Herbst 1994 als Redakteur für die Deutsche Welle und veröffentlichte daneben zahlreiche Artikel in der deutschen und ausländischen Presse. Er trat auch als Buchautor in Erscheinung.

## Kindheit und Jugend in der Sowjetischen Besatzungszone und in der DDR
Kusserow wurde mit dem deutschen Vornamen Ulrich geboren. Während des Zweiten Weltkriegs, der Vater war Soldat, lebte die Mutter mit ihren vier Kindern auf dem elterlichen Bauernhof im Oderbruch. Im Januar 1945 flohen sie von dort vor der heranrückenden Roten Armee nach Frankenhausen in Westsachsen. Bis 1954 blieb dieser Ort Kusserows Heimat.
Frankenhausen war gegen Ende des Zweiten Weltkriegs von der US-Army besetzt worden. Der aus dem Krieg heimgekehrte Vater, der in den 1920er Jahren für einige Zeit nach Amerika ausgewandert war, stellte sich den Amerikanern als Dolmetscher zur Verfügung. Als diese Ende Juni 1945 abzogen und das Gebiet den Russen überließen, stellte sich für die Familie die Frage der Übersiedelung in den Westen. Dies scheiterte, wie auch spätere Überlegungen, am Widerstand der Mutter, die aufgrund der vorangegangenen Flüchtlingserfahrungen keinen erneuten Ortswechsel mehr vornehmen wollte.
Kusserow beschreibt das Leben von ihm und seiner Familie in den nun folgenden Jahren als ein Leben in einer Art inneren Emigration. Die Familie lebte in stiller Opposition zum SED-Staat, hörte stets den RIAS, verhielt sich aber ansonsten weitgehend unauffällig, um keinen Anstoß zu erregen. Einmal nur wurde das Familienglück schwer erschüttert, als der Vater, ein Arbeiter, für zwei Jahre zur Arbeit im Uranbergbau der Wismut zwangsverpflichtet wurde.
Auch seine Schulzeit überstand Kusserow, indem er sich stets bemühte, die Erwartungen des Systems zu erfüllen und seine eigenen Gedanken zu verbergen. Das gelang ihm so gut, dass ihm 1953 auch der Besuch der Oberschule erlaubt wurde. Kusserow hat viel gelesen, verehrte Heinrich Heine, aber ein Buch aus seinen frühen Jahren war für ihn von besonderer Bedeutung. Im Dezember 1950 bekam er aus dem väterlichen Bücherschrank den etwa um 1900 erschienenen Meyers Sprachführer Arabisch in die Hände. Er eignete sich das Buch an, schrieb die arabischen Schriftzeichen ab.

„Es waren fremdartige, rätselhafte Zeichen, und ich wusste nicht, dass sie in mir etwas aufgebrochen hatten, aber eine unbestimmte Orientsehnsucht nistete sich in meinem Unterbewusstsein ein. Aber mir kam damals, als ich die seltsame Bekanntschaft mit dem arabischen Wörterbuch machte, nicht im entfertesten in den Sinn, dass ich am Anfang eines langen Weges stand, der mich nach Nordafrika führen sollte. […] Ich weiß nicht, wann sich von der ersten Begeisterung der Übergang zu jener großen, unstillbaren Südsehnsucht nach Arabien und dem Islam vollzogen hat.“

Das Frühjahr 1954 führte dann zu einschneidenden Veränderungen. Am 1. Mai starb im Alter von dreiundfünfzig Jahren die Mutter. Wenige Tage danach vollendete Kusserow sein fünfzehntes Lebensjahr, und kurz darauf erhielt er zu seiner eigenen Überraschung die Möglichkeit, mit der örtlichen FDJ-Delegation zum zweiten Deutschlandtreffen der Jugend vom 5. bis zum 7. Juni 1954 nach Ost-Berlin zu fahren. Der bislang latent gehegte Fluchtgedanke versprach, Wirklichkeit zu werden. Den Nachmittag des 5. Juni benutzte Kusserow zu einem illegalen Ausflug nach West-Berlin. Am Bahnhof Zoo traf er auf einen Stand des Bunds Europäischer Jugend, der dort für ein Europa ohne nationale Grenzen warb. Einer der Menschen, die Kusserow hier ansprachen und mit Erfrischungsgetränken und belegten Broten versorgten, war Winfried Müller, der spätere Si Mustapha-Müller.
Kusserow kehrte unversehrt nach Ost-Berlin zurück und wiederholte am nächsten Tag den Besuch bei seinen neuen Bekannten. Abermals kehrte er zurück, nun aber entschlossen, den Schritt in den Westen zu wagen. Er beteiligte sich am 7. Juni noch an der großen Demonstration vor den DDR-Oberen und erlebte auch eine waghalsige antikommunistische Flugblattaktion mit, die Rainer Hildebrandt initiiert hatte – einer von Kusserows nachfolgenden Mentoren. Am 8. Juni, dem Tag der Heimreise, tat Kusserow den entscheidenden Schritt. Mit der S-Bahn verließ er die DDR in Richtung Westen. Meyers Sprachführer Arabisch war eines der wenigen Dinge, die er mitnahm, und dieses Buch begleitete ihn sein Leben lang.

## Die Jahre 1954 bis 1959
Wo der Fünfzehnjährige nach seiner unvorbereiteten Flucht nach West-Berlin Unterschlupf fand, ist unklar. Kusserow macht dazu keine weiteren Angaben, erwähnt aber Hildebrandts „Villa am Schlachtensee, wo ich zeitweise logierte“, und es spricht viel dafür, dass der Kontakt dahin durch seinen Bekannten vom Bahnhof Zoo, Winfried Müller, zustande kam, der dort 1954/55 ebenfalls wohnte. Kusserow hatte dort die Gelegenheit, eine Bunte Mischung aus Geheimdienstleuten und Antikommunisten kennenzulernen, und spricht davon, dass die meisten Menschen, die damals in West-Berlin seine „Wege kreuzten, […] Opfer des Hitlerismus oder des Stalinismus [waren], manche von ihnen Opfer beider totalitärer Regime“. In diesem Umfeld lernte er auch Margarete Buber-Neumann kennen.
Kusserow fand bald auch wieder familiären Anschluss. Wenige Monate nach ihm hatte sein Vater zusammen mit seinen beiden anderen Söhnen ebenfalls die DDR verlassen (ein weiteres Kind, eine Tochter blieb in der DDR zurück). Das Zusammentreffen der Kusserows in West-Berlin führte im Juni 1955 zu einem Ortswechsel: die Familie übersiedelte nach Baden-Württemberg. Zuvor hatte Kusserow noch ein für sein weiteres Leben bedeutsames Erlebnis. Winfrid Müller, Si Ahmed, hatte sich zwischenzeitlich in Frankreich aufgehalten und kehrte Anfang Dezember 1954 in die Villa in Nikolassee als Abgesandter der FLN zurück. „Aus seinem Munde erfuhren wir erste Einzelheiten über den gerade begonnenen Krieg in Algerien.“ Dieser Vortrag fiel bei Kusserow, der sich selber ein endloses Interesse an Nordafrika attestierte, auf fruchtbaren Boden.

„Es blieb nicht aus, dass ich mich für eine Teilnahme am Kampf gegen den französischen Kolonialismus auf der Stelle entschlossen hatte. Mein politisches Engagement hatte seine Ursache zweifellos in der antifaschistischen Erziehung in der DDR, aber auch in der moralischen Verpflichtung, Partei für alle Unterdrückten und Versklavten, für Schwache und Wehrlose zu ergreifen. Ich wollte nicht tatenlos zusehen, wie ein System der Unterdrückung und Menschenverachtung den Wunsch der Nordafrikaner nach Freiheit mit Füßen trat...“

Davor stand allerdings noch der Besuch des Friedrich-Schiller-Gymnasiums in Ludwigsburg, begleitet von dem steten Bemühen, über die Ereignisse in Nordafrika auf dem Laufenden zu bleiben. Unterstützung fand er dabei durch seinen Briefkontakt zur FLN, die – Kusserow spricht hier von 1957 – „seit kurzem von Tetouan aus […] begann, die internationale Öffentlichkeit vor allem die deutschsprachige Presse, mit Informationsmaterial zu versorgen“. Offensichtlich stand Kusserow zu dieser Zeit immer noch in Kontakt zu Si Ahmed/Müller, der seit Oktober 1956 in Tetouan den Rückführungsdienst leitete und die erwähnte Pressearbeit betrieb, und tatsächlich bezeichnete sich Kusserow selber auch als „toter Briefkasten“, der immer wieder Pressematerial aus Tetouan erhalten und verschickt habe.
Am 15. März 1958, Kusserow hatte gerade erneut Post von der FLN erhalten, war sein letzter Schultag am Gymnasium in Ludwigsburg. Aufgrund schlechter Noten musste er es mit der Mittleren Reife verlassen, was ihn nicht weiter grämte. „Nordafrika war längst keine Fata Morgana mehr. Ich wollte Journalist werden.“ Ernest Hemingway war sein Vorbild, im Juni 1958, kurz nach Charles de Gaulles Machtantritt, erhielt er gar einen Brief aus Tetouan, in dem er aufgefordert wurde, sich für einen direkten Einsatz in Frankreich oder Nordafrika bereitzuhalten.
Um dieser Aufforderung Folge leisten und ausreisen zu können, hätte Kusserow einen Reisepass benötigt, der ihm aber verweigert wurde. Aufgrund ungeklärter Taufregistereintragungen gab es nämlich Zweifel an seiner Nationalität. Dieser bürokratische Irrsinn erledigte sich erst, als er sich freiwillig zur Bundeswehr meldete, die ihn ohne weitere Überprüfung als Deutscher akzeptierte. Am 6. Oktober 1958 begann er seine Ausbildung im niederbayrischen Bogen, und vier Monate später war für Kusserow die Grundausbildung zu Ende. Er erhielt zur Entlassung einen Wehrpass, der ihm bescheinigte, Deutscher zu sein. Der Beantragung eines Reisepasses stand somit nichts mehr im Wege.
Am 1. März 1959 erhielt Kusserow ein Telegramm von Si Ahmed/Müller, in dem dieser ihn aufforderte, sofort nach Bonn zu kommen. Er erfuhr, dass er für klassische Kofferträgeraufgaben vorgesehen war und lernte umgehend Mouloud Kassem (1927–1990), Peter Blachstein und, kurz vor dessen Ermordung am 3. März 1959, Georg Puchert kennen. Weitere Angaben über das Jahr 1959 macht er nicht, doch an dessen Ende stand fest, dass er nach Marokko ausreisen solle. Zum Reisegepäck gehörte abermals Meyers Sprachführer Arabisch, und auf der Innenseite seines ledernen Uhrenarmbandes war die Telefonnummer des FLN-Büros in Tetouan notiert.

## Im Dienst des FLN
Kusserows Weg durch Frankreich und Spanien führte ihn schließlich in die Villa Dar Brixa in der Tetouaner Straße Triq Oued-Laou, wo sich die algerische FLN-Dienststelle befand, „die sich nicht nur um die Heimschaffung desertierter und kriegsgefangener Fremdenlegionäre kümmerte, sondern auch den Auftrag hatte, für die ALN Kontakte zu politischen Parteien, Gewerkschaften und Massenmedien in Europa herzustellen“.
Der Rückführungsdienst verfügte über ein europaweit bekanntes Postfach mit der Nummer 399, über das die Korrespondenz abgewickelt wurde. Zu Kusserows Aufgaben, der gleich nach der Ankunft den Nom de guerre Mourad verliehen bekam und diesen später auch in Deutschland legalisieren ließ, gehörte es, morgens die Post aus dem Postfach abzuholen und die deutsche Korrespondenz zu führen. Die Namen, die Kusserow in dem Zusammenhang nennt, führen tief in die westdeutsche Kofferträger-Szene: Hans-Jürgen Wischnewski, Gert von Paczensky, Werner Plum, Klaus Vack, Bernt Engelmann, Peter Rullmann, Helmut Neukirch, Josef Rosenthal vom DGB Offenbach am Main und Werner Freisewinkel von der IG Metall aus Bochum. Neukirch, Rosenthal und Freisewinkel weilten im Oktober 1960 zusammen mit dem Korrespondenten der Frankfurter Rundschau, Roland Oertel, auch zu einem Besuch in Tetouan.
Kusserow bediente nicht nur die westdeutschen Unterstützer der algerischen Unabhängigkeit; seine Arbeit wurde auch in der DDR geschätzt, wie sich Heinz Odermann, ehemals Radio Berlin International, erinnerte:

„Für uns in der Arabischen Redaktion war Tetouan, Postfach 399, lange Zeit eine wichtige Adresse. Das Material der Programme erhielt die Redaktion von Ulrich Kusserow, dem Flüchtling aus der DDR, dem Alemani, dem Deutschen in der FLN und in der Algerischen Befreiungsarmee (ALN), die ihm den Namen Mourad gaben. Er leistete eine beispielhafte Arbeit. 4111 Fremdenlegionäre, darunter 2783 Deutsche, verließen die Kolonialarmee. Mourad schrieb Rundbriefe an Politiker, an die Medien, an Parteien und Gewerkschaften und beschrieb das Netzwerk des Terrors, besonders die Grausamkeiten der Geheimorganisation der französischen Armee, der OAS, gegenüber der algerischen Zivilbevölkerung.“

Die Zusammenarbeit zwischen Si Ahmed/Müller und Kusserow war – trotz ihrer langen Bekanntschaft, auf die aber Kusserow nie einging – von Beginn an spannungsgeladen. Si Ahmed/Müller verachtete Kusserows Begeisterung für die marokkanisch-muslimischen Sitten und Gebräuche und betrachtete das von Kusserow bewunderte Marokko als ein feudales Land. Aus der Sicht Kusserows bedeutete dies, „dass ich von nun an zu Si Ahmed auf Distanz gehen musste. Meine Liebe zu Marokko, eine Liebe auf den ersten Blick, stärkte mein Selbstbewusstsein. Mein Schicksal konnte nur ein marokkanisches sein!“
Kurze Zeit nach dem Erdbeben, das am 29. Februar 1960 Agadir verwüstete, lernte Kusserow in der Altstadt von Tetouan die in einfachen Verhältnissen lebende Marokkanerin Naima kennen. Daraus entwickelte sich eine intensive Beziehung, die zwei Jahre später, nach der algerischen Unabhängigkeit, mit dazu führte, dass er sich nur kurz in Algerien aufhielt und zu Naima in Tetouan zurückkehrte. Dazu trugen allerdings auch erhebliche ideologische Differenzen mit dem algerischen Weg bei: „Das neue Algerien, das sich ideologisch am Ostblock orientierte, konnte mir, dem politisch anerkannten DDR-Flüchtling, keine Heimat bieten.“ Er bekannte sich ausdrücklich zum „Kampf der Algerier gegen die Fremdherrschaft“, den es zu unterstützen galt, benennt aber auch sehr persönliche Gründe: „Ich bin europamüde, ich bin auf der Suche nach dem Sinn des Lebens.“ Diese Sinnsuche führte ihn zum islamischen Glauben und zu einem Islam, der nach seinen Vorstellungen die prinzipielle Gleichberechtigung aller dreier monotheistischer Religionen anerkennt.

„Mohamed, Jesus und Moses
Hier und dort und nebenan,
Thora, Bibel und Koran -
Botschaft des Einen Gottes.

Über Fez segelt der Mond,
Der Muezzin ruft in der Nacht.
Im Herzen des Wanderers wohnt
Der Islam in all seiner Pracht.“

Kusserow, der sich auch beschneiden ließ und vor einem Kadi das muslimische Glaubensbekenntnis ablegte, empfand es als „Glück, ein Muslim zu sein und zur islamischen Gemeinschaft zu gehören“. Zu seinem Glaubensverständnis passte das insbesondere von der militärischen Führung der Befreiungsbewegung „angestrebte Bündnis zwischen Allah und Marx […] keineswegs. Das war ein unverzeihlicher Betrug am algerischen Volk, denn das innere Feuer des Widerstandes und des Kampfes gegen den Kolonialismus speiste sich aus dem Islam.“ In den Augen von Si Ahmed/Müller war er damit „ein ‚reaktionäres Element‘, mit dem man keine revolutionären und sozialistischen Blumentöpfe gewinnen konnte“.
Im Oktober 1961 kam es aus einem geringfügigen Anlass zu einer schwerwiegenden Auseinandersetzung zwischen Kusserow und Si Ahmed/Müller, in deren Verlauf Kusserow beschuldigt wurde, für feindliche Geheimdienste zu spionieren. Der Sturm legte sich, ohne dass es zu einer Aussprache oder Entschuldigung kam, doch in der Folge wurde Kusserow im Dezember versetzt und zu einer militärischen Grundausbildung abkommandiert. Mitte Februar 1962 wird er von dort überraschend von Si Ahmed/Müller und dem oben bereits erwähnten Korrespondenten der Frankfurter Rundschau, Roland Oertel, wieder abgeholt und zurück nach Tetouan gebracht. Kusserow übernahm dort wieder seine alten Aufgaben und erhielt eine unerwartete Vergünstigung: ihm war es fortan erlaubt, die Villa in seiner Freizeit täglich, und nicht nur am Wochenende, zu verlassen. Seine heimlichen und verbotenen nächtlichen Besuche bei seiner Freundin Naima waren ab sofort legal.
Am 19. März 1962 leitete der Waffenstillstand das Ende des Algerienkrieges ein. Kusserow war 22 Jahre alt und hatte inzwischen seine Geliebte Naima geheiratet. Im Spätsommer 1962 begann in Tetouan die Auflösung der Dienststelle in der Villa Dar Brixa. Kusserow, der sich auf dem deutschen Konsulat einen neuen Reisepass besorgt hatte und über eine Einreiseerlaubnis für Algerien verfügte, hatte sich entschieden, zusammen mit Naima nach Algerien zu gehen.
In Algier erhielt das Paar auf Vermittlung des ALN-Chefs Houari Boumedienne ein Apartment – in dem Haus, in dem zuvor General Raoul Salan, einer der Anführer der Organisation de l’armée secrète (OAS) versteckt gehalten hatte. Zudem wurde Kusserow mit einer Stelle im Ministerium für Jugend, Sport und Tourismus belohnt, dessen Chef Abd al-Aziz Bouteflika geworden war, den er bislang nur unter dessen Nom de guerre Si Abdelkader kennengelernt hatte. Auch Si Mustapha-Müller hatte in diesem Ministerium eine neue Verwendung gefunden.
Kusserow fühlte sich in Algier von Beginn an nicht wohl. Er trauerte einem Marokko nach, „wo das Mittelalter, trotz Elektrifizierung, heute immer noch lebendig ist“, und sah in Algerien den „Islam, Motor des Kampfes gegen den französischen Kolonialismus, auf der Strecke“ geblieben. Die Abscheu des DDR-Flüchtlings gegenüber allem, was mit Sozialismus zu tun haben könnte, brach voll durch – zumindest in der Sicht seines 2012 veröffentlichten Buches.

„Eine Schicht europäischer Lobbyisten und Betrüger, verkrachter Existenzen und Politgangster füllten sich die Taschen, begünstigt durch die para-kommunistische Führungsschicht um Ben Bella, die gemäß klassisch-marxistischer Theorie der algerischen Gesellschaft eine Sonderform des Sozialismus verordnete, den algerischen Sozialismus. Für mich war Algerien ein islamisches Land, doch der Islam, nach dem sich des algerischen Volkes Seele seit mehr als einem Jahrhundert gesehnt hatte, galt als rückständig und wurde als ein Bremsklotz fur die algerische Revolution verachtet. In diesem politischen und gesellschaftlichen Hexenkessel, wo sich politische und ethnische Gruppierungen feindselig beäugten, fand ich mich nicht zurecht.“

Mehrere Vorkommnisse führten dann zu Kusserows Bruch mit Algerien. Zum einen wurde er von Si Mustapha-Müller abermals der Spionage verdächtigt, diesmal im Zusammenhang mit einem Treffen mit Erich Wollenberg, und zum anderen störte er sich massiv an den Überlegungen seiner bisherigen Weggefährten, die marokkanische Monarchie zu stürzen. Im April 1963 verließ er deshalb mit seiner Frau Algerien und kehrte wieder nach Tetouan zurück.

## Leben zwischen Marokko und Deutschland

### Von Tetouan nach Köln
Das Paar lebte in Tetouan in sehr bescheidenen Verhältnissen. Naima verdiente etwas Geld mit Näharbeiten und Kusserow mit Nachhilfeunterricht. Ende 1963 begann er mit einer ersten Niederschrift seiner Erlebnisse zwischen 1954 und 1962. Im Juli 1964 erhielt er eine Anstellung als Dolmetscher bei einem marokkanischen Tochterunternehmen der Preussag.
Das Jahr 1965 brachte für Kusserow mehrere Veränderungen. Im Januar erwarb er eine Schreibmaschine und tippte auf ihr das zuvor erwähnte Manuskript ab, das zur Grundlage seines späteren Buches Flaneur zwischen Orient und Okzident wurde. Naima wurde schwanger, und er verlor zudem seine Anstellung als Dolmetscher. Ein Angebot, für den Bundesnachrichtendienst zu arbeiten, lehnte er ab. Er verkaufte seine Schreibmaschine und reiste mit Naima nach Köln, wo sie zunächst bei einem Freund Unterkunft fanden, der für die Deutschen Welle arbeitete. Kusserow bewarb sich beim Sender, bekam aber aufgrund seiner fehlenden Vorbildung zunächst nur eine Stelle als Archivar angeboten, die er am 1. September antrat.
Marokko blieb in den Folgejahren Ziel der jährlichen Urlaubsreisen der Familie, unter anderem auch in Naimas Heimatdorf. Beruflich war er aufgestiegen und arbeitete jetzt unter dem von ihm verehrten und „zum Dienst in der Waffen-SS gezwungenen“ Karl Piribauer in der Abteilung Dokumentation des Senders. Seine Beziehung zu Naima wurde von ihm immer belastender empfunden, und so machte er sich Anfang 1971, nur kurz nach dem letzten Familienurlaub in Marokko, erneut und alleine nach daheim auf. Frau und Sohn kommen von nun an in seiner Geschichte nicht mehr vor. „Die Trennung, eine harte, aber heilsame Notwendigkeit, erwies sich als unausweislich. Und so schaute ich den Tatsachen ins Auge.“
In Agadir lernt er am 1. März 1971 die zweiundzwanzigjährige Hadia kennen, „Tochter eines Sklaven aus der Region um Timbuktu“, die er im Oktober 1973 in Agadir heiratete. Dazwischen lagen viele Reisen und ein berufliches Fortkommen. Kusserow konnte für den Sender erste Artikel verfassen und erhielt im April 1975 die lange ersehnte Anstellung als Redakteur im redaktionellen Bereitschaftsdienst der Deutschen Welle. Bis zu seiner Pensionierung im Herbst 1994, zuletzt als Redakteur im „Zentraldienst Politik und Wirtschaft“, blieb er dem Sender verbunden.
Kusserow hat – angefangen von seinen noch kindlichen Schwärmereien für den Orient bis hin zu seinem Tode – ein idealistisches Bild des Islam gepflegt, das sich bei ihm mit einem ebenso idealistischen Marokko-Bild und einem unkritischen Blick auf den König (Sultan) verband.

„Was wäre Marokko ohne seinen Sultan? Alle Marokkaner, einschließlich der Kommunisten, wissen, dass das Land am Atlas seine Identität verlieren und in Chaos versinken würde, wenn nicht der Schiedsrichter, der König, an der Spitze des Staates stände. Jeder General, jeder Gouverneur, jeder Polizeipräsident, jeder Kaid und jeder Politiker würde, wenn es keinen König gäbe, nach dem höchsten Amt im Staate streben, um das Land dann nach Mafia-Art zu regieren. Die Marokkaner sind selbstkritisch genug, um das zu wissen. Sie verehren ihren König, sie küssen ihm die Hand oder nicht, denn es gibt kein Gesetz, das sie dazu zwingen könnte. Sie befolgen jahrhundertealte Traditionen, mit denen sie sich selbst identifizieren. Gleichzeitig aber wissen sie, dass auch der König nur ein Mensch ist. So wie die Muslime ihren Propheten Mohamed verehren und lieben, so verehren und lieben sie ihren König, denn wie der Prophet des Islam, der von sich sagte: ‚Ich bin ja nur ein Mensch wie ihr ...‘, so ist der König auch nur ein Mensch wie alle Marokkaner. Das können Außenstehende nur schwer verstehen. Es wird dabei immer übersehen, dass die marokkanische Dynastie aus der Tiefe der Geschichte kommt und ein Produkt des Islam ist.“

### Der Konflikt um die Westsahara
Bei dieser Sicht der Dinge konnten Störungen des friedlichen Zusammenlebens in Marokkos immer nur von außen verursacht sein – durch Algerien, das seinerseits durch den Ostblock und Ägypten unterstützt würde, oder durch die CIA. Diese Sichtweise prägte auch Kusserows Verhältnis zum Westsaharakonflikt, in dem er die „Existenz eines sahraouischen Volks“ bestritt und die Sahraouis zu „ausschließlich marokkanischen Nomaden“ erklärte. Daraus folgt: „Für alle, die die Geschichte Marokkos kennen, stand fest, dass die Sahara-Provinzen ein fester Bestandteil des Landes am Atlas waren und sind.“ Dass die Frente Polisario das anders sah und dafür kämpfte, dass das von Spanien besetzte Gebiet in einen unabhängigen Staat überführt werden solle, war für Kusserow nicht relevant. Für ihn waren die anti-marokkanischen Argumente Propaganda „von Algerien und seinen sozialistischen Sympathisanten – Kuba, der gesamte Ostblock und der SED-Staat“. Als er im Frühjahr 1975 ein in diesem Sinne verfasstes Sendemanuskript einreichte, musste er erleben, dass seine Sicht der Dinge in der Deutschen Welle nicht akzeptiert wurde. Ganz im Stil eines Anti-Political Correctness Aktivisten bekannte er: „Das ging mir gegen den Strich. Wenn ich schreibe, ergreife ich Partei. Mein Schreiben kennt kein Tabu, wenn es darum geht, sich gegen Unrecht, Lügen, Bosheit und Geschichtsfälschung zur Wehr zu setzen. Ich bin engagiert, schreibe ohne ideologische Scheuklappen, meine Artikel sind keine journalistische Hausmannskost. […] Sinnlos, gegen den kleinbürgerlichen Muff der an politische Parteien gebundenen Redakteure anzukämpfen!“
Kusserow reiste im Frühsommer 1975 nach Marokko, bekam vom marokkanischen Generalstab ein Besuchsprogramm arrangiert, führte Interviews mit dem Oberbefehlshaber der marokkanischen Armee und ließ sich im Dienstwagen des marokkanischen Ministerpräsidenten von Rabat nach Agadir chauffieren. Er reiste an die Grenze zwischen Marokko und der Spanischen Sahara, erlebte die Einmarschvorbereitungen der marokkanischen Armee und wunderte sich nur über das Unverständnis der Gegenseite beziehungsweise von deren westlichen Sympathisanten. „Die geheime Komplizenschaft zwischen dem faschistischen Spanien und dem sozialistischen Algerien wurde von der gesamten proalgerischen Linken in Europa geflissentlich übersehen. Dass ich mich mit den Sympathisanten Algeriens und der Frente Polisario in der Deutschen Welle anlegte, lässt sich denken. Bitter stieß mir dabei auf, dass auch Redakteure aus dem konservativen Lager anti-marokkanische Positionen bezogen.“ Dass ausgerechnet die Frankfurter Rundschau am 11. September 1975 einen Artikel von ihm veröffentlichte, in dem unzensiert seine Sicht der Dinge zum Ausdruck kam, erfüllte ihn mit Genugtuung. „Genau dafür war ich im Juni 1954 als 15-jähriger aus der Sowjetischen Besatzungszone Deutschlands, die sich selbst demokratisch nannte, geflohen.“
Anfang Oktober 1975 beantragte Kusserow erneut Urlaub bei seinem Sender und reiste am 8. Oktober nach Marokko. Wiederum suchte er die Nähe eines marokkanischen Generals. Dann kam der 16. Oktober 1975. Der Internationale Gerichtshof musste zwischen den historischen Bindungen der Westsahara an Marokko und Mauretanien auf der einen Seite und dem Recht des saharauischen Volkes auf Selbstbestimmung abwägen und stellte fest, dass das Selbstbestimmungsrecht einen höheren Wert habe, weshalb die Bevölkerung der Westsahara in einem Referendum selber über seine Zukunft entscheiden solle. Marokko interpretierte den Schiedsspruch anders und beharrte auf seinem Recht zur Annexion – und Kusserow schloss sich dieser Sichtweise vorbehaltlos an. Er machte sich auf den Grünen Marsch. „Hier am Rande der Wüste entschwand Europa aus meinem Bewusstsein. Ich sah die Sternenpracht, die ganz nahe über mir funkelte, und ich spürte plötzlich die Nähe der Erde und bewunderte die Bedürfnislosigkeit und Furchtlosigkeit der Marschierer, die sich wie ich auf ein großes Abenteuer eingelassen hatten, dessen Ausgang unbekannt war. Nie im Leben habe ich eine Ansammlung so starker, freier und siegesgewisser Menschen gesehen wie die grünen Marschierer auf dem Weg in die Sahara-Provinzen. Ich richtete mich auf und zog die Kapuze meiner Djellaba über meinen Kopf, und ein Gefühl beglückender Ruhe kam über mich. […] Ich war dem Schicksal dankbar, dass ich an diesem politischen Jahrhundertereignis teilhaben durfte.“
Kusserow sah, was er sehen wollte, friedliche Marschierer. Sie legten zu den Gebetszeiten „ihre einzige Waffe, den Koran, in den Sand und verrichteten ihr Gebet – eine bewegende Szene“. Dass neben dem Koran das Waffenarsenal der marokkanischen Armee im Einsatz war und er selber vom Militär bestens unterstützt wurde, verschwieg er zwar nicht, spielte es aber herunter und erging sich in überschwänglichen Gefühlen und hochgegriffenen historischen Vergleichen.
- „Für mich war die Akte Westsahara ein für alle Mal geschlossen. Der Grüne Marsch, belächelt und als Show abgetan, hatte der Welt gezeigt, dass man das, was zusammengehört und bis vor knapp 100 Jahren eine geografische, politische, historische und kulturelle Einheit bildete, auf Dauer nicht würde trennen können. Kein Marokkaner zweifelte, dass daran weder Algerien noch Libyen noch Kuba und schon gar nicht der Ostblock je etwas ändern konnten.“
- „Ich war Zeitzeuge eines historischen Weltereignisses. Schulweisheit erinnerte mich an den Zug der Zehntausend aus der Anabasis des griechischen Schriftstellers Xenophon (430-354 v. Chr.). In diesem Werk wird der Marsch der griechischen Soldaten von Babylon zur Schwarzmeerküste geschildert. Ein anderer Vergleich drängte sich auf: der Lange Marsch unter Führung von Mao Tse-tung (1893-1976). Beides Ereignisse, die ihren Platz in den Geschichtsbüchern für alle Zeiten gefunden haben, und auch dem Grünen Marsch dürfte sein Platz nicht nur in marokkanischen Geschichtsbüchern sicher sein.“[52]
- „Der Grüne Marsch war, historisch gesehen, eine Sternstunde des Islam, denn die Idee dazu entstand in Erinnerung an die frühe islamische Geschichte, an den Marsch des Propheten Mohamed von Mekka nach Medina im Jahre 622 n. Chr. – im Jahre Null der islamischen Zeitrechnung. […] Der Grüne Marsch war auch ein Bekenntnis zum Islam.“[53]

Noch vor dem 9. November 1975, dem Tag, an dem Hassan II., erklärte, der Marsch habe sein Ziel erreicht, kehrte Kusserow nach Köln zurück. „In Gedanken schrieb ich bereits meine Artikel, wobei mir bewusst war, dass ich mit meiner Sicht der Dinge anecken würde.“ Den Grünen Marsch erklärte er im Epilog zu seinem Buch zum Höhepunkt seiner journalistischen Arbeit, und von der Richtigkeit der Annexion der Westsahara durch Marokko blieb er unerschütterlich überzeugt. „Endlich ist das Land am Atlas wieder vereint. Aber es gibt immer noch Kräfte, die sich mit der historischen Wahrheit und der politischen Realität bis heute nicht abfinden wollen. Marokkos Nachbar Algerien und eine kleine Minderheit von marokkanischen Separatisten, die das Wüstenterritorium für sich beanspruchen. Ich habe aus meinem politisch-moralischen Engagement für die Sache Marokkos niemals einen Hehl gemacht.“
Nach seiner Pensionierung im Jahre 1994 lebten Kusserow und seine Frau Hadida zunächst mit ihren beiden Töchtern in Agadir und pendelten zwischen dort und Deutschland hin und her. Er veröffentlichte neben seiner Arbeit für die Deutsche Welle Artikel in zahlreichen deutschen und ausländischen Zeitungen und gehörte zwei Jahrzehnte lang der Redaktion der von der Deutschen Afrika Stiftung herausgegebenen Afrika Post an.

## Ehrungen
1993 verlieh der marokkanische König Hassan II. Kusserow den „Marokkanischen Thron-Orden im Range eines Offiziers“ für sein Engagement auf Seiten des kämpfenden Algerien sowie für seine „marokkanischen Publikationen“.

## Werke
Für den in diesem Artikel behandelten biographischen Hintergrund waren von Bedeutung
- Rüber machen ... Eine Kindheit und Jugend in der Sowjetischen Besatzungszone/DDR, Verlag Donata Kinzelbach, Mainz 2008, ISBN 978-3-927069-88-6.
- Flaneur zwischen Orient und Okzident, Verlag Donata Kinzelbach, Mainz 2002, ISBN 3-927069-59-0. Siehe hierzu auch die Rezension von
  - Heinz Odermann: Von einem der auszog, die Freiheit zu finden. Die Abenteuer des Alemani Mourad, Neues Deutschland, 22. November 2002.
- Schicksal Agadir – Maghrebinische Abenteuer, Verlag Donata Kinzelbach, Mainz 2012, ISBN 978-3-942490-07-8.

Weitere Bücher von Mourad Kusserow
- (Herausgeber und Übersetzer) Der gerechte Sultan. Im Märchenland Marokko (mit Fotografien von Jürgen Kiefner), Herder Verlag, Freiburg 1993, ISBN 978-3-451-23168-1.
- (mit Wolfgang Müller, Fotograf) Marokko. Spurensuche im Land zwischen Orient und Okzident, Flechsig, Würzburg 2003, ISBN 978-3-88189-477-7 (Erstauflage unter dem Titel Marokko – Land zwischen Orient und Okzident, Herder Verlag, Freiburg 1990).
- (mit Wolfgang Müller, Fotograf) Andalusien. Spurensuche im Land der Mauren, Flechsig, Würzburg 2003, ISBN 978-3-88189-476-0 (Erstauflage unter dem Titel Kulturlandschaft Andalusien, Herder Verlag, Freiburg 1991).
- Der weise Sultan – Im Märchenland Marokko, Herder Verlag, Freiburg 1993, ISBN
- (Herausgeber und Übersetzer) Ärmer als eine Moscheemaus – Arabische Sprichwörter, Verlag Donata Kinzelbach, Mainz 2004, ISBN 978-3-927069-75-6.
- (Herausgeber und Übersetzer) Märchenhaftes Marokko – Von Prinzen, Djinns und wundertätigen Rabbis, Verlag Donata Kinzelbach, Mainz 2006 (2. Auflage 2011), ISBN 978-3-927069-83-1.
- Traumland Marokko – Orientalisches Tagebuch, Verlag Donata Kinzelbach, Main 2007 (2. Auflage 2011), ISBN 978-3-927069-85-5.
- Marokko ist anders, Verlag Donata Kinzelbach, Mainz 2014, ISBN 978-3-942490-22-1.